# Кокосово масло
Вижте пояснителната страница за други значения на Кокос.
Кокосовото масло е растителна мазнина, извличана от копрата – ядката на кокосовия орех. В тропиците това е основната мазнина, която ежедневно влиза в менюто на милиони хора. Най-често се получава чрез горещо пресоване на изсушената вътрешност на кокосовия орех, а по-рядко – по метода на студеното пресоване. Този метод е по-щадящ, което позволява да се запазят всички полезни свойства на маслото. Обаче при този метод може да се получат не повече от 10% от цялото съдържание на масло. Такова масло се нарича „върджин кокосово масло“ (англ.: virgin coconut oil, VCO) и е по-скъпо.
При ниски температури кокосовото масло има кремообразна (под 24 °C) до твърда текстура (под 18 °C) и бял цвят, а при високи градуси (над 25 °C) наподобява олио и има чист прозрачен цвят.

## Употреба

### Кулинария
В много райони на света кокосовото масло е основен източник на мазнина за готвене. Неотменна част е от много южноазиатски рецепти.
Много здравни организации (американската Агенция за контрол на храните и лекарствата, СЗО и др.) съветват да се ограничава консумацията на кокосово масло заради високите нива на наситени мазнини в него. Съществуват обаче и противоположни мнения. Някои учени чрез изследвания доказват, че наситените мазнини в кокосовото масло (91% от състава му) са здравословни и че неговата консумация е свързана с подобряване на сърдечно-съдовите параметри.
Около 50% от състава на кокосовото масло е лауринова киселина – наситена мазнина, която повишава нивата на холестерола в кръвта чрез повишаване на количеството на липопротеините с висока плътност (HDL) и липопротеините с ниска плътност (LDL). Това може да създаде по-благоприятен профил на холестерол в кръвта, въпреки че не е ясно дали кокосово масло може да насърчава атеросклероза по други начини. Тъй като голяма част от наситените мазнини в кокосовото масло са под формата на лауринова киселина, кокосово масло може да бъде по-добра алтернатива на частично хидрогенирано растително масло. В допълнение, върджин кокосовото масло е съставено предимно от средноверижни триглицериди, които не носят същите рискове, както други наситени мазнини.

### Козметика
Кокосовото масло омекотява и овлажнява кожата. Използва се и в производството на различни есенции, масажни масла и други козметични продукти. Има широка употреба и в производството на сапуни поради силните си антибактериални и противогъбични качества.

### Индустрията
Кокосовото масло се използва в производството на моторни масла. Чувствително намалява разхода на гориво и вредните емисии газове и позволява на двигателя на работи при по-ниска температура.
В много отдалечени краища в тропиците кокосовото масло все още се използва в маслените лампи.